# Rapport Hirsch
Ne doit pas être confondu avec le Rapport Hirsch de Martin Hirsch.
Le rapport Hirsch, (Peaking of World Oil Production: Impacts, Mitigation, and Risk Management), créé sur requête du Département de l'Énergie des États-Unis, a été publié en février 2005.
Ces auteurs, Robert L. Hirsch, Roger Bezdek et Robert Wendling y examinent l'évolution de la production de pétrole, l'estimation du pic de la production mondiale de pétrole, ses conséquences et les mesures d'atténuations envisageables.
« Le pic de la production mondiale de pétrole pose aux États-Unis et au monde un problème de gestion des risques sans précédent. Alors que le pic approche, les prix du pétrole et la volatilité des prix augmenteront considérablement, et, sans une atténuation appropriée, les coûts économiques, sociaux, et politiques seront sans précédent. Des solutions d'atténuation viables existent à la fois sur l'offre et la demande, mais pour qu'elles aient un impact substantiel, elles doivent être engagées plus d'une décennie avant le pic. »
Ce rapport est régulièrement complété pour suivre l'évolution des travaux de recherche sur ce sujet.
Robert Hirsch, a également publié un bref résumé de ce rapport en octobre 2005 pour l'Atlantic Council.

## Atténuation
Partant de l'hypothèse que les services existants doivent être maintenus, le rapport Hirsch a examiné les effets des stratégies d'atténuation suivantes dans le cadre du « programme d'urgence » :
- Transport plus économe en carburant,
- Pétrole lourd/Sables bitumineux,
- Liquéfaction du charbon,
- Récupération améliorée du pétrole,
- Gaz-liquides.

## Conclusion
Le rapport est arrivé aux conclusions suivantes :
Le pic pétrolier mondial va se produire et sera probablement brutal.
- La production mondiale de pétrole conventionnel atteindra un maximum et déclinera par la suite.
- Certains prévisionnistes prévoient un pic d'ici une décennie; d'autres prétendent que cela se produira plus tard.
- Un pic se produira, mais le moment est incertain.

Le pic pétrolier affectera négativement les économies mondiales, en particulier les États-Unis
- Au cours du siècle dernier, l'économie américaine a été façonnée par la disponibilité de pétrole à bas prix.
- La perte économique pour les États-Unis serait de l'ordre de mille milliards de dollars.
- Une forte amélioration du rendement énergétique ((en) fuel efficiency) et la production de carburant de substitution pourraient apporter une atténuation substantielle.

Le pic pétrolier présente un défi unique.
- Sans atténuation massive, le problème sera impactant sur le long terme.
- Les transitions énergétiques précédentes (du bois au charbon et du charbon au pétrole) étaient graduelles et évolutives alors que la crise pétrolière sera abrupte et révolutionnaire.

Le problème des transports.
- La durée de vie des équipements de transport se mesure en décennies.
- Un changement rapide des équipements de transport est intrinsèquement impossible.
- Les véhicules à moteur, les avions, les trains et les navires n'ont pas d'alternative toute prête aux carburants liquides.

Les efforts d'atténuation demanderont beaucoup de temps. Trois scénarios :
1. Attendre que la production mondiale de pétrole culmine avant de prendre des mesures d'urgence laissera le monde avec un déficit important en carburant pendant plus de deux décennies.
2. Initier un programme d'atténuation 10 ans avant le pic pétrolier atténuera considérablement le choc, mais laisse encore un manque en carburants environ une décennie après ce pic.
3. Initier un programme d'atténuation 20 ans avant le pic pétrolier devrait permettre d'éviter une pénurie mondiale de carburants pour la période de prévision.

Autant, l'offre et la demande nécessiteront une attention particulière.
- Le maintien des prix élevés du pétrole entraînera une réduction forcée de la demande.
- La production de grandes quantités de combustibles liquides de substitution peut et doit être assurée.
- La production de combustibles liquides de substitution est techniquement et économiquement faisable.

C'est une question de gestion des risques.
- Le pic de la production mondiale de pétrole est un problème classique de gestion des risques.
- Les efforts d'atténuation plus tôt que requis peuvent être prématurés, si le pic est longtemps retardé.
- D'un autre côté, si le pic est bientôt atteint, le fait de ne pas amorcer d'atténuation pourrait être extrêmement dommageable.

L'intervention du gouvernement sera nécessaire.
- Les implications économiques et sociales du pic pétrolier seraient autrement chaotiques.
- L'opportunité peut nécessiter des changements majeurs aux procédures administratives et réglementaires existantes.

Les bouleversements économiques sont évitables.
- Sans atténuation, le pic de la production mondiale de pétrole provoquera des bouleversements économiques majeurs.
- Avec un délai d'exécution suffisant, les problèmes sont résolus avec les technologies existantes.
- Les nouvelles technologies seront utiles, mais à plus long terme.

Plus d'informations sont nécessaires.
- Une action efficace pour lutter contre les pics nécessite une meilleure compréhension des enjeux.
- Les risques et les avantages possibles des mesures d'atténuation possibles doivent être examinés.

## Commentaires
En 2005, Robert Hirsch commente ainsi son rapport : 

« Il ne fait aucun doute, à mon sens en tous cas, que le pic va probablement se produire au cours des 10 à 15 prochaines années. Et, si l'épuisement est aussi avancé que certains le pensent, nous avons un problème très,très sérieux. Bien pire que le pire que nous puissions imaginer. Ce problème est vraiment effrayant. Ce problème ne ressemble à rien de ce que j'ai rencontré dans ma vie jusqu'à présent et plus on y pense et plus on examine les chiffres, plus il y a lieu pour tout observateur de se sentir mal à l'aise.
Il est facile de donner l'impression d'être alarmiste et je crains qu'une partie de ce que je dis puisse donner cette impression, mais il ne fait tout simplement aucun doute que les risques sont ici bien plus grands que tout ce à quoi nous avons jamais été confrontés.
Les risques pour nos économies et notre civilisation sont énormes et les gens ne veulent pas entendre parler de ça. Je ne veux pas penser à ça. Cela rend très mal à l'aise d'y penser. Et laissez-moi vous dire qu'il m'a fallu quelque temps après avoir réalisé tout ça pour que je sois capable de m'en remettre et d'afficher une attitude positive et constructive sur cette question. Il s'agit vraiment d'un problème incroyablement difficile et incroyablement grave. »

— Robert Hirsch,

## Critiques
Produit dans une période américaine néoconservatrice, ce rapport ne tient aucun compte dans ses propositions du réchauffement climatique et de la nécessité de réduire les émissions de gaz à effet de serre.